# Polacanthoderes martinezi
Polacanthoderes là một chi kinorhyncha trong họ Echinoderidae. Nó bao gồm một loài, Polacanthoderes martinezi.